# Petr Novák
Petr Novák (6. září 1945 Praha – 19. srpna 1997 Praha) byl český zpěvák a skladatel, který proslul řadou popových hitů, ve kterých uplatňoval svůj charakteristický vysoko položený hlas a melancholicky romantický projev. Jedno z posledních velkých vystoupení měl v roce 1996 na hudebním festivalu Open Air Trutnov.

## Životopis a kariéra
Před maturitou byl vyloučen z gymnázia a v hudbě byl samoukem. V roce 1963 založil s kamarády první skupinu, která později dostala název George and Beatovens. Ve sklepě natočili několik písniček a dvě z nich publicista Jiří Černý vybral do svého hudebního pořadu Houpačka. Skladba „Já budu chodit po špičkách“ se okamžitě stala hitem.
V roce 1966 nastoupil do skupiny Flamengo. S ní vydal první singly „Já budu chodit po špičkách“ a „Povídej“. Následoval další úspěšný singl „Náhrobní kámen“. V roce 1967 vyhrála tato píseň 1. místo v anketě Zlatý slavík v kategorii Píseň. Písně „Náhrobní kámen“ a „Já budu chodit po špičkách“ vyšly u hudebního vydavatelství Supraphon, pak už Novákovy desky vydával do roku 1994 Panton.
V roce 1967 obnovil skupinu George & Beatovens a s ní nahrál další úspěšné tituly. Např. „Klaunova zpověď“, „Pokoj č. 26“ nebo „Dětský oči“. Psal i pro jiné zpěváky, např. pro Pavla Sedláčka skladbu „Džbán“, a i jiní psali pro něj, např. Petr Janda z Olympiku – skladbu „Bezhlavý rytíř“. Dvorním textařem Petra Nováka byl Ivo Plicka, který pro něho napsal téměř všechny jeho první hity a stěžejně se podílel i na prvních třech albech. Novák sám vždy zhudebnil text, který mu Plicka napsal. Skladby, které vznikaly obrácenou cestou, nejdříve melodie a potom text, dával Novák zpívat jiným zpěvákům. Roku 1969 na soutěži Bratislavská lyra vyhlásil minutu ticha za Jana Palacha, ale vzhledem ke své popularitě nedostal oficiální zákaz zpívat. V první polovině 70. letech vystupoval v Semaforu, s kytarou po klubech i v estrádě. Ferdinand Havlík a Jiří Suchý pro něho napsali píseň „Dívenku z duhy“. Dne 13. prosince 1974 měl Novák vážnou autohavárii, při které málem přišel o nohu.
Po roce 1971 byla skupina George & Beatovens rozpuštěna, a tak vystupoval spíše sólově. Po událostech roku 1968 vydal v nakladatelství Panton singl, pro který Ivo Plicka upravil a aktualizoval text jedné jejich společné, do té doby nikdy nezveřejněné skladby. Nová verze dostala název „Den štěstí“. Jelikož ještě před schválením k nahrávání musel Plicka text několikrát upravovat, aby vyhověl požadavkům schvalovací komise a celá píseň tak ztratila svůj politický náboj, rozhodli se oba autoři zakončit píseň zvukovým efektem. V závěru skladby tak zazní střelba z kulometu a výbuchy granátů. Deska se sice objevila na pultech prodejen, ale po jejím odvysílání v rozhlasu byla z prodejen stažena. Na Nováka byl pak cíleně vyvíjen nátlak, aby začal spolupracovat s jinými textaři. Tak ztratil oporu ve svém textaři Plickovi, který odjel do zahraničí do Mnichova, kde žila jeho manželka, která byla občankou Německa. Plicka ale společně s ním ještě v roce 1977 připravil písničky pro tematickou desku Planeta snů, kterou však Panton odmítl v dané formě vydat a její torzo se objevilo v roce 1980 na desce Co je to láska.
V roce 1975 přichystal se skupinou C&K Vocal a skupinou Bohuslava Jandy monotematickou desku, rockovou operu Kráska a zvíře. Texty napsal Zdeněk Rytíř. Šlo o moderní variaci stejnojmenné francouzské pohádky.
Od druhé poloviny 70. let se více objevoval v někdejší Československé televizi a obnovil George and Beatovens, avšak jen pod zkráceným názvem G+B.
Úspěch se dostavil s novými písničkami, např. „Co je to láska“, „Hvězdičko blýskavá“ nebo „Přátelství na n-tou“. Psali pro něho různí textaři, např. Pavel Vrba, Eduard Krečmar či Pavel Cmíral.
Po Krásce a zvířeti a na desce nezrealizované sci-fi pohádce Planetě snů se v 80. letech pustil do dalších monotematických projektů. Byly jimi autobiografická Zpověď, otextovaná kamarádem Pavlem Vrbou, a Memento – příběh o drogách podle stejnojmenné knihy publicisty a spisovatele Radka Johna (desku otextoval Michael Žantovský).
V polovině 80. let přemýšlel o konci své hudební kariéry, ale odradili ho od toho jeho nejbližší.
V roce 1984 se oženil s herečkou Evou Jakoubkovou.
Od počátku 90. let koncertoval se zpěvákem Karlem Kahovcem, s nímž účinkoval v 60. letech ve skupině Flamengo. V 90. letech 20. století natočil jediné a poslední řadové album s názvem Dávné sliby, kde se na textech mj. podílel i básník Pavel Šrut. Společně s Karlem Kahovcem také připravili album Rub a líc, kde si společně zazpívali tři duety.
Když skupina Olympic dostala nabídku koncertovat ve Švýcarsku, kde v té době Ivo Plicka žil, tak se rozhodl jet také.[kdy?] Za doprovodu skupiny Olympic tam zazpíval své hity jako „Povídej“ a „Náhrobní kámen“. Po koncertě nejel s Petrem Jandou a spol. do hotelu, ale s Ivo Plickou k němu domů do Wallisellenu poblíž Curychu. Tam se oba přes noc domluvili na další spolupráci. V plánu bylo nové LP autorů Petr Novák – Ivo Plicka. Na první straně alba se měla např. objevit už dávno hotová píseň „Cesta za sluncem“, která v 60. letech 20. století neprošla cenzurou. Dále nikdy nezveřejněná „Krásná slečna“ a písně z Planety snů, které před lety také nepřežily schvalovací řízení. Druhá strana měla být naprosto nová. Finální skladbou této desky měla být „Píseň na rozloučenou“. Oba autoři tak chtěli zavzpomínat a rozloučit se s kamarády, jako byli Miroslav Berka nebo Jiří Schelinger. Petr Novák se s textem k „Písni na rozloučenou“ vrátil do Prahy a Plicka odletěl na Floridu v USA, kde se často přechodně zdržoval. K realizaci jejich plánu už nedošlo. „Píseň na rozloučenou“ údajně zhudebnil, ale po jeho smrti se nenašel žádný notový záznam ani nahrávka. Plicka dal proto text ke zhudebnění Vladimíru Zahradníčkovi a v jeho studiu píseň také sám nazpíval. Všechny kytarové party pro tuto nahrávku nahrál Pavel Fořt, který kdysi Petra Nováka doprovázel ve skupině Flamengo.
Po celou svou kariéru bojoval Petr Novák s velmi špatným zdravotním stavem. Moc nejedl, o to více kouřil a pil alkohol, mnohokrát musel být hospitalizován. Měl vyložený odpor k jídlu a dá se říci, že trpěl mentální anorexií. Měl výrazné problémy s chůzí, koncem 80. let spadl ze schodů a zlomil si nohu v krčku. Jeho zdravotní stav velmi zhoršila rozsáhlá trombóza v dolních končetinách. Několik týdnů před smrtí musel od lékařů dostávat injekce, aby na dvouhodinovém koncertě mohl fungovat. Jedno z jeho posledních vystoupení proběhlo v kostele, kde za doprovodu kytary a violy odehrál své největší hity. Zemřel 19. srpna 1997 ve spánku na srdeční kolaps a celkové vyčerpání organismu. Je pohřben na Vinohradském hřbitově v Praze.

## Největší hity

### 60. léta
- Já budu chodit po špičkách
- Povídej
- Náhrobní kámen
- Klaunova zpověď
- Dětský oči
- Pokoj č. 26
- Bezhlavý rytíř
- Esther

### 70. léta
- Co je to láska
- Všichni jdou za láskou
- Děvče z krásných začátků

### 80. léta
- Hvězdičko blýskavá
- Přátelství na n-tou

## Diskografie

### Řadová alba
(letopočet / letopočty v závorce označují vydání alba na CD či reedici):
- Kolotoč svět 1970 (1994, 2004)
- Modlitba za lásku 1971 (1998)
- Ve jménu lásky 1972 (1993)
- Kráska a zvíře 1975 (1996)
- Co je to láska 1980 (1997)
- Sladké trápení 1982 (2001)
- Ahoj, tvůj Petr 1983 (2000)
- Zpověď 1985 (2003)
- Memento 1990 (1997)
- Dávné sliby 1996 (2003)

### Singly, EP
- Já budu chodit po špičkách / Povídej 1967
- Náhrobní kámen 1967
- Klaunova zpověď / Vracím se z flámu / Špinavý ráj chudých / Jsem tak líný 1968
- Až ty a já 1968
- Pokoj č. 26 / Lež bláznivého básníka 1968
- Toreador se nesmí bát / Řekni, proč pláčeš 1969
- Stůj / Dívky z perel 1969
- Den štěstí / Když padají skály 1969
- Zlá chvíle / Uteč dřív, než přijdu k vám 1969
- Bezhlavý rytíř / Jdi dál 1969
- Dětský oči / Já 1970
- Esther / Kde ticho umírá 1970
- Ostrov dětských snů / V říši pohádek 1970
- Mořský racek / Vyrušen ze spaní 1970
- Noční bouře / Happy end 1970
- Jarní den / Zahrada za domem 1971
- Jak čerstvý sníh / Já se vrátím 1971
- Krásná dívka / Nejstarší automobil 1971
- A já tě vítám / Ze všech nejkrásnější 1972
- Dívenka z duhy / Náš dům / Madlén / Kytara 1973
- Každý rok je máj 1975
- A ty víš, že se vrátí / V klubu Vesmír všichni tančí (Proč nejdeš ven) 1976
- Vlak lásky 1977
- Co je to láska / Všichni jdou za láskou (singl veze) 1978
- Říkáš mi sbohem / Láskou máš žít / Když tě láska opustí / Když máš z lásky závrať 1979
- Proč muže lákají skály / Děvče z krásných začátků 1979
- Klaunova zpověď (nová verze) / Dětský oči (nová verze) 1980
- Holka s bílou halenou 1981
- Sladké trápení / Život můj šel dál 1981
- Mládě / Když se stmívá 1982
- Dej mi čas (singl verze) / Málo jsem tě znal (singl verze) 1983
- Ahoj, čtrnáctiletá / Taxikář 1983
- Chci tě mít / Svítíš 1985
- Jak mi sbohem dát / Svět a Nesvět 1987

### Výběrová alba
- 12 nej 1986 (1990) Pozn.: Jedná se o nové nahrávky největších hitů
- Náhrobní kámen 1996 Pozn.: Seskupení singlů z let 1967–1969
- Síň slávy 1999
- Klaunova zpověď (41 hitů) (2 CD) 2005
- Svět a Nesvět (2 CD) 2007
- Přátelství na n-tou (2 CD) 2009
- Petr Novák: Komplet 1967–1997 (13 CD) 2010 Pozn.: Všech 10 studiových desek + 3 disky se singly a raritami
- Zlatá kolekce (3 CD) 2015

### Živá alba
- Petr Novák Live 1992 (reedice 1993)

### Alba v cizím jazyce
- The Greatest Hits 1984 (2000/2001 – součást CD reedic Sladké trápení a Ahoj, tvůj Petr)

### DVD
- Klaunova zpověď 2006

### Ostatní projekty
- Jaroslav Jakoubek 1993
- Kulhaví poutníci 1996
- Rub a líc (s Karlem Kahovcem) 1997